# 鋸針蟻族
鋸針蟻族（学名：Ondontomachini）是針蟻亞科下的一個族，包含2個屬，分別為鋸針蟻屬和顎針蟻屬，許多證據支持兩者為姊妹群。Santos et al. (2010) 的研究支持鋸針蟻屬是由顎針蟻屬演化而來的假說。
鋸針蟻屬現生73種，已滅絕3種；顎針蟻屬現生115種，已滅絕8種。鋸針蟻族共現生188種，已滅絕11種。

## 争议
一部分学者认为大齿猛蚁族应撤销，将大齿猛蚁属和钩猛蚁属一并纳入猛蚁族；另一部分学者认为应保留该族。